# Depot von Ebendörfel
Das Depot von Ebendörfel ist ein archäologischer Depotfund aus der Frühbronzezeit, der bei Ebendörfel (Ortsteil von Großpostwitz, Landkreis Bautzen) entdeckt wurde.
Der Hortfund wurde 1885 beim Pflügen eines Feldes am Fuße des Drohmberges entdeckt und setzt sich aus einem Ösenhalsringbruchstück und zwei dünnen ovalen offenen Ringen, zwei Halsringbruchstücken und vier etwas kleineren Thüringer Ringen mit Pfötchenenden zusammen. Die Datierung auf 1800–1600 v. Chr. weist den Fund der Aunjetitzer Kultur zu.